# Randy Foye
Randy Foye est un joueur américain de basket-ball évoluant au poste d'arrière aux Nuggets de Denver en NBA. Foye est né le 24 septembre 1983 à Newark dans le New Jersey. 
Il fréquente le lycée de East Side où il obtient vit décerné le titre du Joueur de l'année du New Jersey. Il entame plus tard un cursus universitaire à Villanova puis il est sélectionné en septième position de la draft 2006 de la NBA par les Celtics de Boston, il est ensuite échangé et envoyé aux Trail Blazers de Portland pour être finalement envoyé chez les Timberwolves. En juin 2009, il est envoyé aux Wizards de Washington. En juillet 2012, libre de tout contrat, il signe au Jazz de l'Utah.

## Biographie

### Carrière universitaire
Foye joue à dans l'équipe des Wildcats de l'université de Villanova avec Allan Ray, Jason Fraer et Curtis Sumpter.
Durant la saison NCAA 2005, Foye marque 20 points en moyenne. Lors du tournoi NCAA, Villanova est opposé aux Tar Heels de la Caroline du Nord, le futur champion (de Sean May, Raymond Felton...) et Foye marque 28 points pour une défaite 67-66. Foye est nommé dans le troisième cinq universitaire à la fin de la saison.
En 2006, Foye est élu meilleur joueur de la Big East Conference devant Rudy Gay (de UConn) et Quincy Douby (de Rutgers). En quart de finale du tournoi NCAA, Villanova perd contre les Gators de Floride et Foye marque 24 points.
Il finit sa dernière saison NCAA avec de très bonnes statistiques, à savoir 20,5 points, 5,9 rebonds, 3,3 passes décisives, 1,4 interception en moyenne par rencontre tout ayant une réussite au tir de 41,1 %.

### Carrière professionnelle

#### Timberwolves du Minnesota (2006-2009)

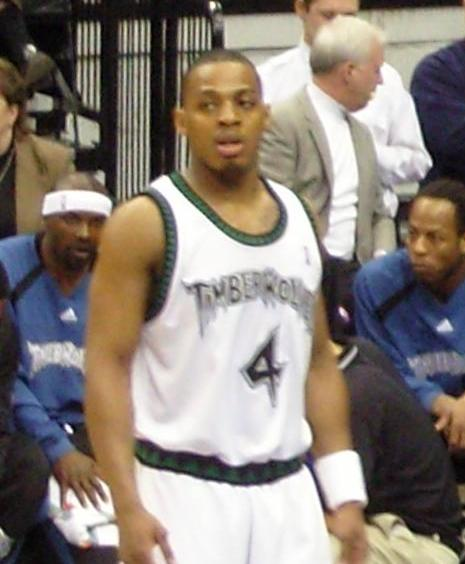
Randy Foye en février 2007

Foye est drafté en NBA en septième position de la Draft 2006 de la NBA par les Celtics de Boston, il est ensuite échangé et envoyé aux Trail Blazers de Portland pour être finalement envoyé chez les Timberwolves. Dwane Casey, l'entraîneur des TWolves, accorde 14,6 minutes de jeu par matchs à Foye en novembre. Lors des 4 matchs de novembre où Foye bénéficie de plus de 20 minutes de temps de jeu, il obtient des doubles-doubles. Foye est élu dans la meilleure équipe des rookies à la fin de la saison.
En décembre, le temps de jeu de Foye connaît une hausse pour atteindre les 19,6 minutes par matchs.
Avec le départ des principaux joueurs, Foye a de plus en plus de temps de jeu chez les Wolves où il reste toutefois remplaçant.

#### Wizards de Washington (2009-2010)

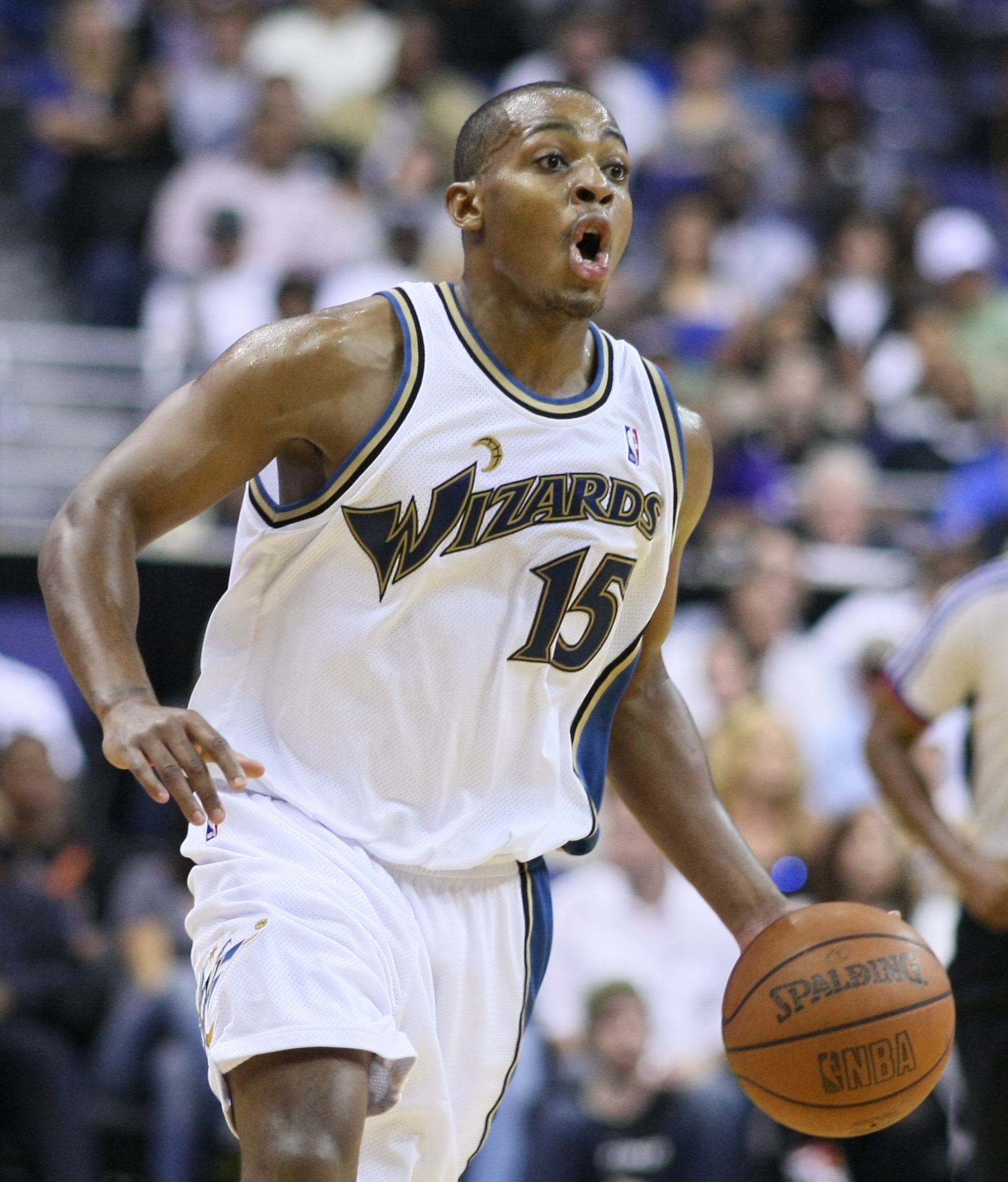
Randy Foye en octobre 2009

Le 23 juin 2009, il est envoyé avec Mike Miller aux Wizards de Washington, en échange d'Oleksiy Petcherov, Etan Thomas, Darius Songaila et d'un premier tour de draft.

#### Clippers de Los Angeles (2010-2012)
Le 8 juillet 2010, il signe avec les Clippers de Los Angeles.

#### Jazz de l'Utah (2012-2013)
Le 23 juillet 2012, il signe au Jazz de l'Utah pour un an à 2,5 millions de dollars.
Le 30 mars 2013, lors de la victoire contre les Nets de Brooklyn 116 à 107, Foye marque huit paniers à trois points sur neuf tentatives.

#### Nuggets de Denver (2013-fév. 2016)
Le 7 juillet 2013, il est transféré aux Nuggets de Denver dans le cadre d'un échange avec le Jazz de l'Utah et les Warriors de Golden State.

#### Thunder d'Oklahoma City (février 2016-juillet 2016)
Le 18 février 2016, il est échangé au Thunder d'Oklahoma City avec Steve Novak contre D. J. Augustin.

#### Nets de Brooklyn (juillet 2016-juin 2017)
En tant que free agent, il s'engage chez les Nets de Brooklyn.

## Clubs NBA
- 2006-2009 :  Timberwolves du Minnesota
- 2009-2010 :  Wizards de Washington
- 2010-2012 :  Clippers de Los Angeles
- 2012-2013 :  Jazz de l'Utah
- 2013-2016 :  Nuggets de Denver
- 2016 :  Thunder d'Oklahoma City
- 2016-2017 :  Nets de Brooklyn

## Statistiques

### Universitaires
| Saison   | Équipe    | Matchs | Titul. | Min./m | % Tir | % 3pts | % LF | Rbds/m. | Pass/m. | Int/m. | Ctr/m. | Pts/m. |
| -------- | --------- | ------ | ------ | ------ | ----- | ------ | ---- | ------- | ------- | ------ | ------ | ------ |
| 2002-03  | Villanova | 32     | 30     | 26,7   | 36,4  | 29,3   | 82,1 | 3,56    | 2,91    | 0,94   | 0,22   | 10,25  |
| 2003-04  | Villanova | 35     | 33     | 31,3   | 39,0  | 31,5   | 75,0 | 4,71    | 3,63    | 1,57   | 0,29   | 13,54  |
| 2004-05  | Villanova | 32     | 32     | 32,1   | 42,1  | 34,0   | 75,2 | 5,00    | 3,09    | 2,09   | 0,47   | 15,53  |
| 2005-06  | Villanova | 33     | 33     | 34,7   | 41,1  | 35,0   | 79,1 | 5,76    | 3,03    | 1,39   | 0,64   | 20,52  |
| Carrière |           | 132    | 128    | 31,2   | 39,9  | 33,1   | 77,7 | 4,77    | 3,17    | 1,50   | 0,40   | 14,97  |

### Professionnels

#### Saison régulière
| Saison    | Équipe        | Matchs | Titul. | Min./m | % Tir | % 3pts | % LF | Rbds/m. | Pass/m. | Int/m. | Ctr/m. | Pts/m. |
| --------- | ------------- | ------ | ------ | ------ | ----- | ------ | ---- | ------- | ------- | ------ | ------ | ------ |
| 2006–2007 | Minnesota     | 82     | 12     | 22,9   | 43,4  | 36,8   | 85,4 | 2,66    | 2,83    | 0,65   | 0,26   | 10,15  |
| 2007–2008 | Minnesota     | 39     | 31     | 32,3   | 42,9  | 41,2   | 81,5 | 3,28    | 4,21    | 0,92   | 0,08   | 13,08  |
| 2008–2009 | Minnesota     | 70     | 61     | 35,6   | 40,7  | 36,0   | 84,6 | 3,06    | 4,33    | 1,03   | 0,37   | 16,27  |
| 2009–2010 | Washington    | 70     | 38     | 23,8   | 41,4  | 34,6   | 89,0 | 1,86    | 3,26    | 0,47   | 0,14   | 10,06  |
| 2010–2011 | LA Clippers   | 63     | 24     | 24,6   | 38,8  | 32,7   | 89,3 | 1,63    | 2,70    | 0,75   | 0,33   | 9,78   |
| 2011–2012 | LA Clippers   | 65     | 48     | 25,9   | 39,8  | 38,6   | 85,9 | 2,12    | 2,25    | 0,71   | 0,37   | 10,95  |
| 2012–2013 | Utah          | 82     | 72     | 27,4   | 39,7  | 41,0   | 81,9 | 1,55    | 2,04    | 0,80   | 0,32   | 10,76  |
| 2013–2014 | Denver        | 81     | 78     | 30,7   | 41,3  | 38,0   | 84,9 | 2,86    | 3,54    | 0,83   | 0,48   | 13,19  |
| 2014–2015 | Denver        | 50     | 21     | 21,7   | 36,8  | 35,7   | 81,8 | 1,70    | 2,38    | 0,68   | 0,22   | 8,70   |
| 2015–2016 | Denver        | 54     | 7      | 19,8   | 35,1  | 29,6   | 83,0 | 1,94    | 2,07    | 0,48   | 0,30   | 5,98   |
| 2015–2016 | Oklahoma City | 27     | 1      | 21,2   | 34,9  | 30,9   | 81,5 | 1,89    | 1,81    | 0,48   | 0,48   | 5,59   |
| 2016–2017 | Brooklyn      | 69     | 40     | 18,6   | 36,3  | 33,0   | 85,7 | 2,25    | 1,96    | 0,51   | 0,13   | 5,17   |
| Carrière  |               | 752    | 433    | 25,6   | 40,1  | 36,6   | 85,2 | 2,24    | 2,81    | 0,70   | 0,29   | 10,28  |

Dernière mise à jour le 12 avril 2017.

#### Playoffs
| Saison   | Équipe        | Matchs | Titul. | Min./m | % Tir | % 3pts | % LF  | Rbds/m. | Pass/m. | Int/m. | Ctr/m. | Pts/m. |
| -------- | ------------- | ------ | ------ | ------ | ----- | ------ | ----- | ------- | ------- | ------ | ------ | ------ |
| 2012     | LA Clippers   | 11     | 11     | 26,4   | 39,2  | 43,8   | 84,6  | 2,00    | 1,55    | 0,55   | 0,27   | 7,55   |
| 2016     | Oklahoma City | 16     | 0      | 11,9   | 34,1  | 30,8   | 100,0 | 1,25    | 0,81    | 0,12   | 0,19   | 2,50   |
| Carrière |               | 27     | 11     | 17,8   | 37,4  | 37,9   | 88,2  | 1,56    | 1,11    | 0,30   | 0,22   | 4,56   |

Dernière mise à jour le 12 avril 2017.

## Records personnels et distinctions
Les records personnels de Randy Foye, officiellement recensés par la NBA sont les suivants
| Type de statistique        | Saison régulière | Saison régulière                       | Saison régulière              | Playoffs | Playoffs             | Playoffs      |
| Type de statistique        | Record           | Adversaire                             | Date                          | Record   | Adversaire           | Date          |
| -------------------------- | ---------------- | -------------------------------------- | ----------------------------- | -------- | -------------------- | ------------- |
| Points                     | 36               | Pacers de l'Indiana                    | 20 février 2009               | 16       | Grizzlies de Memphis | 5 mai 2012    |
| Paniers marqués            | 13               | Bucks de Milwaukee Pacers de l'Indiana | 16 avril 2008 20 février 2009 | 6        | Grizzlies de Memphis | 5 mai 2012    |
| Paniers tentés             | 27               | @ Suns de Phoenix                      | 23 décembre 2015              | 13       | Grizzlies de Memphis | 11 mai 2012   |
| Paniers à 3 points réussis | 8                | @ Mavericks de Dallas Nets de Brooklyn | 2 avril 2012 30 mars 2013     | 4        | Grizzlies de Memphis | 5 mai 2012    |
| Paniers à 3 points tentés  | 16               | @ Suns de Phoenix                      | 23 décembre 2015              | 5        | 3 fois               |               |
| Lancers francs réussis     | 14               | @ Warriors de Golden State             | 16 mars 2007                  | 4        | Spurs de San Antonio | 20 mai 2012   |
| Lancers francs tentés      | 14               | @ Warriors de Golden State             | 16 mars 2007                  | 6        | Spurs de San Antonio | 20 mai 2012   |
| Rebonds offensifs          | 5                | Grizzlies de Memphis                   | 18 avril 2007                 | 1        | 6 fois               |               |
| Rebonds défensifs          | 15               | @ Spurs de San Antonio                 | 23 décembre 2008              | 4        | 2 fois               |               |
| Rebonds totaux             | 16               | @ Spurs de San Antonio                 | 23 décembre 2008              | 4        | 2 fois               |               |
| Passes décisives           | 16               | Raptors de Toronto                     | 31 janvier 2014               | 4        | Mavericks de Dallas  | 25 avril 2016 |
| Interceptions              | 5                | Mavericks de Dallas                    | 10 avril 2015                 | 3        | Spurs de San Antonio | 20 mai 2012   |
| Contres                    | 4                | Bucks de Milwaukee                     | 5 février 2014                | 3        | 3 fois               |               |
| Balles perdues             | 9                | @ Pacers de l'Indiana                  | 3 février 2009                | 3        | 3 fois               |               |
| Minutes jouées             | 48               | @ Bulls de Chicago                     | 15 janvier 2010               | 36       | Grizzlies de Memphis | 5 mai 2012    |

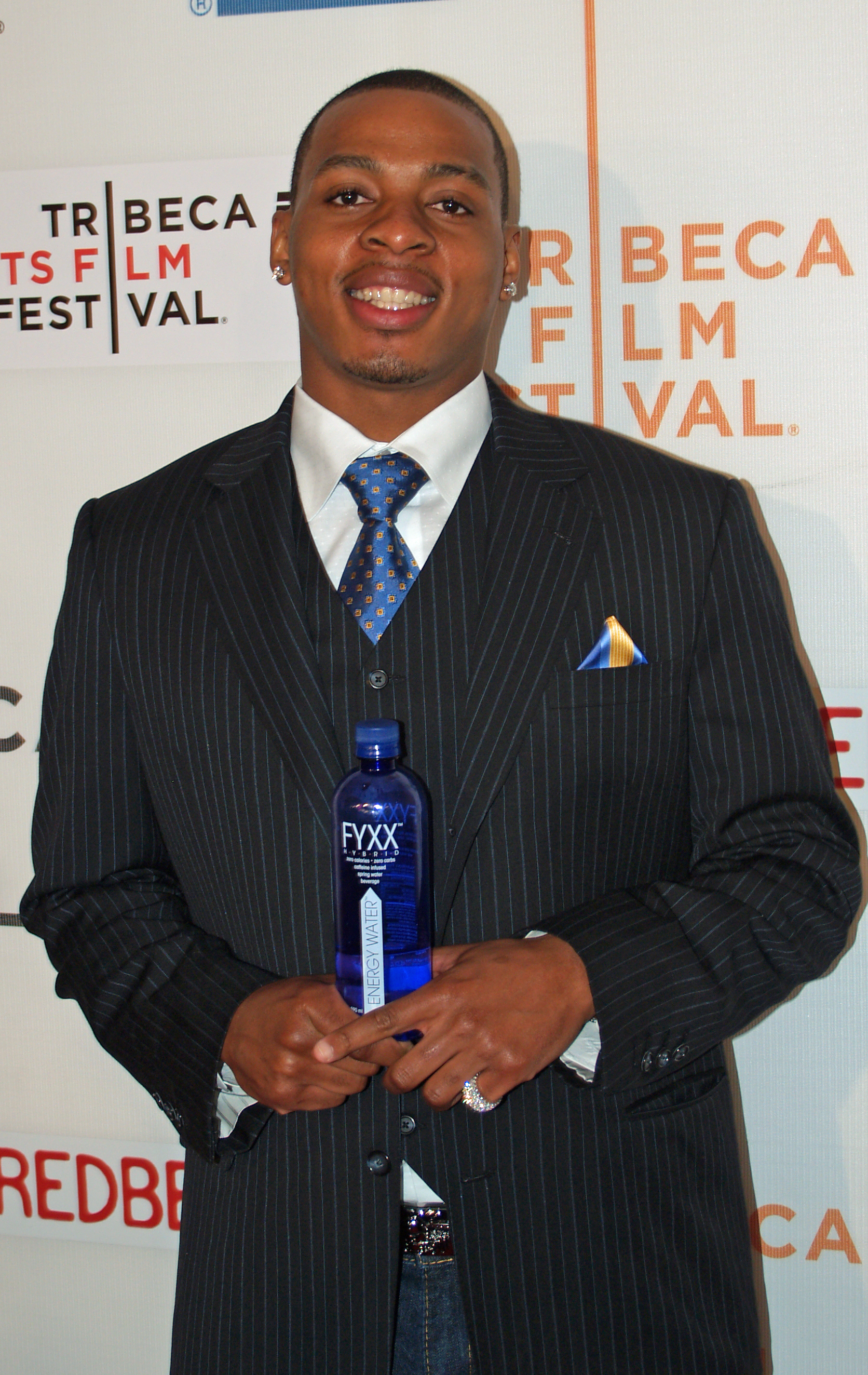
Randy Foye en avril 2008

- Double-double : 11 (au 26/02/2017)
- Triple-double : aucun.

## Salaires
| Année       | Équipe       | Salaire      |
| ----------- | ------------ | ------------ |
| 2006-2007   | Timberwolves | 2 448 240 $  |
| 2007-2008   | Timberwolves | 2 631 840 $  |
| 2008-2009   | Timberwolves | 2 815 560 $  |
| 2009-2010   | Wizards      | 3 575 761 $  |
| 2010-2011   | Clippers     | 4 250 000 $  |
| 2011-2012*  | Clippers     | 4 250 000 $  |
| 2012-2013   | Jazz         | 2 500 000 $  |
| 2013-2014   | Nuggets      | 3 000 000 $  |
| 2014-2015   | Nuggets      | 3 135 000 $  |
| 2015-2016   | Thunder      | 3 270 000 $  |
| 2016-2017   | Nets         | 2 500 000 $  |
| Total Gains |              | 34 376 401 $ |

Note : * En 2011, le salaire moyen d'un joueur évoluant en NBA est de 5 150 000 $.

## Vie privée
Randy Foye est né avec une anomalie très rare. Il est en effet atteint du situs inversus, anomalie qui inverse la place des organes.
Le père de Randy Foye est mort d'un accident de moto quand Randy avait deux ans. Trois ans plus tard, sa mère se fait kidnapper puis tuer. Cette période fut très difficile pour Foye qui était orphelin dans un quartier sensible. Il a été aidé par sa tante Ruth Martin qui l’accueillait dès qu'il en avait besoin. Il a aussi été aidé par son coach de lycée Bryant Garvin et son professeur de soutien Maria Contardo qui l'ont tous deux poussé sur la voie du basket-ball. Il a déclaré que sans Maria Contardo, il ne serait probablement pas allé à Villanova et en NBA.